# Mesarmadillo pfaui
Mesarmadillo pfaui är en kräftdjursart som beskrevs av Franco Ferrara och Helmut Schmalfuss 1976. Mesarmadillo pfaui ingår i släktet Mesarmadillo och familjen Eubelidae. Inga underarter finns listade i Catalogue of Life.